# Quận Cass, Minnesota
Quận Cass là một quận Minnesota, Hoa Kỳ. Quận lỵ đóng ở Walker 6. Theo điều tra dân số năm 2000 của Cục Thống kê Dân số Hoa Kỳ, quận có dân số 27.150 người 2.

## Địa lý
Theo Cục Thống kê Dân số Hoa Kỳ, quận có diện tích tổng cộng 6253 km2, trong đó có 1027 km2 là diện tích mặt nước.